# Kynologi
Kynologi er læren om hunden som dyr og redskab i menneskets tjeneste, akkurat som zoologi er læren om alle dyr. Ordet kynologi kommer af græsk kynos (hund) og logos (lære).
Kynologer (kynologistudenter) studerer hundedyrenes evolution, udvikling og mangfoldighed, adfærd og læremønster, samt historie. Temaet kynologi eksisterede ikke før i sidste halvdel af 1800-tallet, da de såkaldte hunderacer dukkede op i historien og for første gang blev organiseret, ved dannelsen af The Kennel Club i Storbritannien i 1873. I dag er den største kynologiske organisationen i verden Fédération Cynologique Internationale (FCI), som blandt andet organiserer vores egen hjemlige Dansk Kennel Klub (stiftet 1897) og en række andre nationale kennelklubber.